# Klisura, Blagoevgrad
Klisura (în bulgară Клисура ) este un sat situat partea de sud-vest a Bulgariei în Regiunea Blagoevgrad. Aparține administrativ de comuna Blagoevgrad.

## Demografie
Componența etnică a satului Klisura
     Bulgari (100%)
     Nicio identificare (0%)
     Altele (0%)
La recensământul din 2011, populația satului Klisura era de 28 locuitori. Din punct de vedere etnic, majoritatea locuitorilor (100,0%) erau bulgari. Pentru 0,0% din locuitori nu este cunoscută apartenența etnică.